# 尼神インター
尼神インター（あまこうインター）は、吉本興業（東京本社）に所属していたお笑いコンビ。NSC大阪校30期生。2007年結成、2024年解散。

## メンバー
誠子（せいこ、1988年12月4日 - ）（36歳）
ボケ兼ネタ作り担当（トークではツッコミ）。立ち位置は左。
兵庫県神戸市出身。本名、狩野 誠子（かのう せいこ）。身長162 cm。血液型O型。
三姉妹の長女。双子の妹がいる。
コンビ解散後は吉本興業を退所しフリーの芸人としてピンで活動。

 渚（なぎさ、1984年8月6日 - ）（40歳）
ツッコミ担当（トークではボケ）。立ち位置は右。
兵庫県尼崎市出身。本名、鹿島 渚（かしま なぎさ）。身長157 cm。血液型O型。
高校卒業から約5年間、 NSCの入学金や授業料などを貯めるため大工をしていた。また、現場の親方はアーティストに憧れていたこともあってか、渚を応援してくれていたという。
コンビ解散後は吉本興業への所属を継続しピン芸人として活動。2024年7月26日に「ナ酒渚（なさけなぎさ）」に改名することを報告した。

## 来歴
2007年9月結成。誠子が中国人とのコンビで活動していた頃、渚に「あいつとは別れろや」と言われ、その言葉が誠子の心に響いたことがきっかけ。渚は誠子を相方に選んだ理由として「500人から600人も居る同期の中で、自分の中では不細工な誠子が輝いて見えた」と言い、誠子は「見た目がヤンキーなので断れなかった」と話している。コンビ名の「尼神」は2人の出身地「尼崎」と「神戸」の頭文字を取っている。
2024年3月31日をもって解散。誠子は吉本興業を退所し、渚は引き続き吉本興業に所属して活動する。

## エピソード

### 誠子
- 幼少期は妹たちの服を自分が着たいからと入りもしないのに無理に着ては妹を泣かしていたが、中学時代になると容姿に磨きがかかった妹たちとは対照的に太って容姿が崩れたため、5年間妹たちから無視される状態を経験したり、妹たちが連れてきた友人に陰口を叩かれ笑われたりした。そんな思いから、妹たちを見返そうと誠子はブレイクすることを夢見てお笑い芸人を目指した。妹たちはブレイクしつつある誠子を見て、態度を少しずつ改めている[9]。
- 高校生時代は本人曰く地味な感じだった[6]。また、高校生時代の部活はハンドボール部で[10]、友人には本名の狩野を逆にした「うのか」と呼ばれていた[10]。
- 高校3年生の時にM-1グランプリで優勝したチュートリアルを見て、お笑いの世界に憧れて志すようになる。大学進学が決まっていたが、これを辞退してNSCに入学[3]。
- NSC時代は中国人とコンビを組んでいたことがあるなど、コンビの解散を繰り返していた[1]。

### 渚
- 元来、お笑い好きという訳ではなったが[6]、高校卒業時に「これ以上勉強したくない」との思いから、芸人を志すことを決めた[3]。
- 子供の頃から図工が好きだったことと、周囲に軽天屋（ボード屋）が多かったことから大工の道を志し[2]、知り合いの伝手で親方に弟子入りをした[2]。組み立てや改修を手掛ける建設会社の下請けに勤務し[11]、イオンモールの店舗やワタミ、大丸心斎橋店の改修を手掛けた他[11]、なんばマルイ、なんばパークス、神戸空港の建設[5]、八尾空港の改修にも携わっていたことがある[11]。芸人となった後も、元大工という経歴を買われ、長谷川工業の脚立「脚軽」のイメージキャラクターを務めたことがある[12]。
- 先輩にも暴力をふるうこともあり、これが「ジャックナイフ」と言われ渚の“武器”ともされている。これについて渚は「感情のコントロールが出来ない」からと話している[13]。
- Aマッソ加納とは、「爆笑問題カーボーイ」（TBSラジオ）で行われた企画「女ツッコミ芸人No.1決定戦『THE T』」で、女ツッコミ芸人の頂点を争った。この企画から、二人でのトークライブ「本能、類は友をしばく」が行われるようになった（第1回は2018年3月23日、新宿ロフトプラスワンにて[14]。第2回開催予定[15]）。

- とろサーモンの久保田かずのぶとはほぼ毎日会う飲み仲間だが、「先輩として好きなだけで恋愛対象ではない」とのこと[16]。
- 喫煙者であり、ダイアンのユースケとは喫煙所で仲良くなった。紙巻きたばこ派であり、加熱式たばこには批判的である[17]。
- コンビ解散後、「渚」名義では「元・尼神」という説明が無いと判別しづらいことから改名を検討し、ある人に「『渚』が前後どこかに付く言葉でパッと思い付いたもの何でも良いので3つ下さい」と伝えて返答された50個のキーワードの中から自ら選んだ上で表記を変えて名付けた[18]。なお、ガンバレルーヤが自分のことを「ナーさん」と呼ぶことから、芸名に「ナ」を付けたという[19]。

## 芸風
芸風は基本的に漫才だが、コントも行うこともある。渚が男役を演じ、男女の設定で役に入ることが多いのが特徴。ぶりっ子キャラの誠子が繰り出す「いい女が言いそうなことを言う」勘違いボケ、誠子が痛い感じの女性を演じて、元カレ役の渚のアプローチに軽く付いて行く、などのネタを基調としている。
2009年までは誠子がツッコミ、渚がボケで立ち位置が逆だった。この当時について誠子は「私がシュールなツッコミをしても、誰も笑わなかった」と話している。

## 出演

### テレビ
- もってる!? モテるくん（2014年10月4日 - 2015年3月28日、読売テレビ）
- 2時コレ!しっとぉ!?（2013年10月 - 2016年3月、サンテレビ） - 育成枠第4週
- ケンゴロー（毎日放送） - 不定期出演
- ウチのガヤがすみません!（2017年4月 - 2021年9月、日本テレビ） [20]
- なるほどプレゼンター!花咲かタイムズ（2017年4月 -2023年3月4日 、CBCテレビ） - 月1レギュラー
- 大改造!!劇的ビフォーアフター（2017年10月 - 、ABCテレビ） - 不定期出演（渚のみ）。チーム「ビフォーアフター工務店」（松永務および魔裟斗と共に）

### テレビドラマ
渚
- 僕とシッポと神楽坂（2018年10月12日 - 11月30日、テレビ朝日） - 芸者・まめ福 役[21]
- 婚活1000本ノック 第9話（2024年3月13日、フジテレビ） - トラ子 / 多香子 役

誠子
- ヒーローを作った男 石ノ森章太郎物語（2018年8月25日、日本テレビ） - 水野英子 役
- ブスだってI LOVE YOU（2018年12月28日〈27日深夜〉、テレビ朝日） - 主演・川端湯菜乃役（新川優愛とダブル主演）[22].
- それってパクリじゃないですか?（2023年5月24日、日本テレビ）- 主婦 役[23]

### ウェブテレビ
- 尼神インターの木曜The NIGHT（2017年8月4日 - 9月1日、AbemaTV）[24]
- 戦闘車（2017年10月6日 - 27日、Amazonプライム・ビデオ）[25]
- アプリで恋して何が悪い（2018年3月25日 - 6月26日、AbemaTV） - スタジオMC
- 途中下車の恋街（2018年5月19日 - 7月、AbemaTV） - MC
- だから私はメイクする おさらいメイク講座 Lesson 1・3（2020年10月2日・16日、Paravi） - 誠子のみ[26]

### 映画
- たまの映像詩集　渚のバイセコー（2021年）- 渚 役（渚）

### 劇場アニメ
- 海獣の子供（2019年6月7日、東宝映像事業部） - なつみ（誠子） / あき（渚）役[27]

### ラジオ
- ちょこっとやってまーす! （2018年4月8日 - 2020年3月29日、MBSラジオ）
  - アッパレやってまーす！〜土曜日です〜 （2020年4月5日 - 2021年10月3日、MBSラジオ）[28]
- イマドキッ ドゥフドゥフナイト PART2（2021年10月6日 - 、MBSラジオ）- コンビ解散後は渚のみ出演。
- 渚のキャッ火ラジオ（2024年2月2日 - 、TBSラジオ） - 渚のみ

### CM
- 岡三オンライン証券
- リクルート住まいカンパニー SUUMO『カナメさんセイコさんのイメージ見て見て』篇（2021年1月 - ） - 誠子のみ。要潤と共演[29]。

### ミュージックビデオ
- ベリーグッドマン「Pain, Pain Go Away feat. MUTSUKI from Softly」（2017年8月29日） - 誠子のみ[30]

### アプリゲーム
- 対決！よしもと大運動会（2019年10月14日、よしもとゲームズ） - カピバラ（誠子） / バンビ（渚）役（声の出演）[31]

## 単独ライブ
2013年
- 9月2日 - 「尼神インターの30分」（5upよしもと/大阪）
- 11月6日 - 「My First Love」（5upよしもと/大阪）

2014年
- 2月3日 - 「少女A〜闘う女は好きですか?〜」（5upよしもと/大阪）
- 4月10日 - 「大スキ!」（5upよしもと/大阪）
- 8月18日 - 「夏恋」（5upよしもと/大阪）
- 11月22日 - 「Power of Love」（5upよしもと/大阪）

2015年
- 3月14日 - 「あなたに逢いたくて。2015」（よしもと漫才劇場/大阪）
- 12月22日 - 「White Love」（よしもと漫才劇場/大阪）

2017年
- 2月19日 - 「ラスト☆シンデレラ」（よしもと漫才劇場/大阪）
- 8月9日 - 「お笑いライブ」（ルミネtheよしもと/東京）

2019年
- 10月31日、11月18日 - 「渚」（ルミネtheよしもと/東京、チキンジョージ/兵庫）

2020年
- 12月27日 - 「尼神カレンダー」（ヨシモト∞ホール/東京）

## 出囃子
- 宇多田ヒカル「DISTANCE」

## 賞レースでの戦績
- M-1グランプリ2015 準決勝進出
- オールザッツ漫才2015FootCutバトル優勝
- 第5回ytv漫才新人賞 5位
- 第37回ABCお笑いグランプリ 決勝進出
- 第2回上方漫才協会大賞 話題賞